# K.u.k. Hof- und Burgpfarre
Die k.u.k. Hof- und Burgpfarre am habsburgischen Hof in Wien war eine römisch-katholische Pfarre, welche bis zum Ende der österreichisch-ungarischen Monarchie 1918 für die geistliche Betreuung der kaiserlichen Familie und ihres Hofstaates verantwortlich war. 

## Organisation

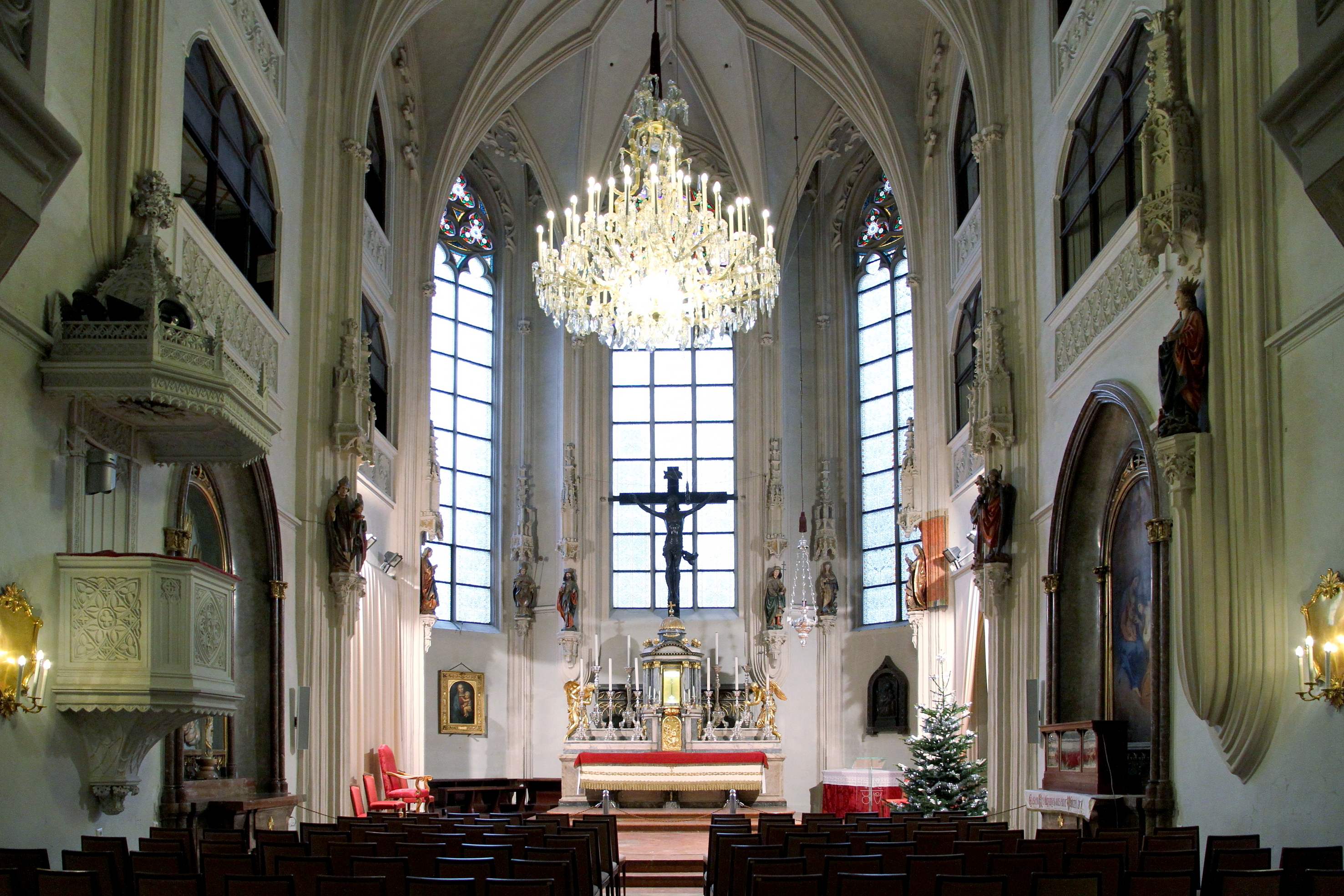
Hofburgkapelle, Wien

Aufbahrung Kaiser Franz Josephs I. in der Hofburgkapelle

Der Jurisdiktionsbereich der exemten Hof- und Burgpfarre war nicht territorial geregelt, sondern erstreckte sich personell auf die Angehörigen des Wiener Hofes sowie deren unmittelbare Familienangehörige. Die Hof- und Burgpfarre war auch für die Ausstellung von Tauf- und Sterbeurkunden für die kaiserliche Familie verantwortlich. 
Als Pfarrkirche der Hof- und Burgpfarre fungierte die Kapelle der Hofburg in Wien; gelegentlich wurde auch die Josephskapelle der Hofburg genutzt. Vor der Schaffung der kirchenrechtlich exemten Hof- und Burgpfarre hatten die nahe Michaelerkirche (bis 1784) sowie die Augustinerkirche als Hofpfarrkirchen der Habsburger gedient. In der Augustinerkirche fanden die Thronfeiern des Kaiserhauses und die Hoftrauungen statt. 
Seit der Schließung des Augustinereremiten-Klosters nächst der Hofburg im Jahre 1836 waren Weltpriester des Frintaneums für die Führung der Hof- und Burgpfarre zuständig. Nach Auflösung der kaiserlichen Hof- und Burgpfarre wurde die Hofburgkapelle 1920 kirchenrechtlich in ein Rektorat umgewandelt.

## Personal

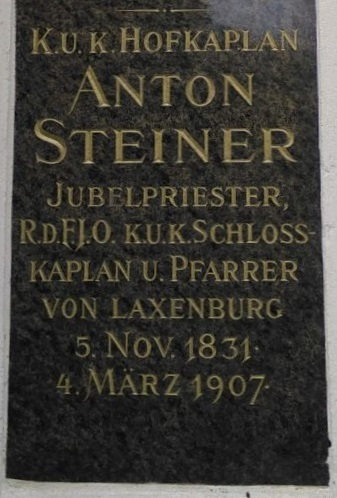
Grab des ehemaligen Hofkaplans Anton Steiner, Wiener Zentralfriedhof

Das geistliche Personal der Hof- und Burgpfarre umfasste den eigentlichen „Hof- und Burgpfarrer“ sowie mehrere Kleriker als Kapläne. In der Regel waren es bis zu sieben Kapläne, von denen vier im Frintaneum (siehe unten) als Studiendirektoren bzw. als Spiritualdirektor fungierten. 
Die Geistlichen der Hof- und Burgpfarre spielten nicht nur als persönliche Seelsorger des Monarchen und der kaiserlichen Familie eine einflussreiche Rolle (insbesondere als Beichtväter und Berater), sondern auch als Erzieher und Religionslehrer der jungen Erzherzöge und Erzherzoginnen. Diese Geistlichen begleiteten den  Monarchen und die kaiserliche Familie auch auf Reisen ins In- und Ausland. Unter den Kaisern Franz Joseph und Karl I. war es üblich, den jeweiligen Hof- und Burgpfarrer durch den Papst zum Weihbischof der Erzdiözese Wien ernennen zu lassen. 
Neben ihren Aufgaben als persönliche Seelsorger des Monarchen und der kaiserlichen Familie war den Klerikern der exemten Hof- und Burgpfarre die Leitung des Frintaneums anvertraut, einer Bildungsanstalt für hochqualifizierte Weltpriester in Wien. So war z. B. Josip Juraj Strossmayer als Kaplan der Hof- und Burgpfarre auch Studiendirektor für Kirchengeschichte und Kirchenrecht am Frintaneum. Diese Ausbildung und der enge Kontakt mit der Herrscherfamilie durch die Hof- und Burgpfarre konnte mitunter den Grundstein zum Aufstieg in höchste kirchliche Ämter legen.

## Personen

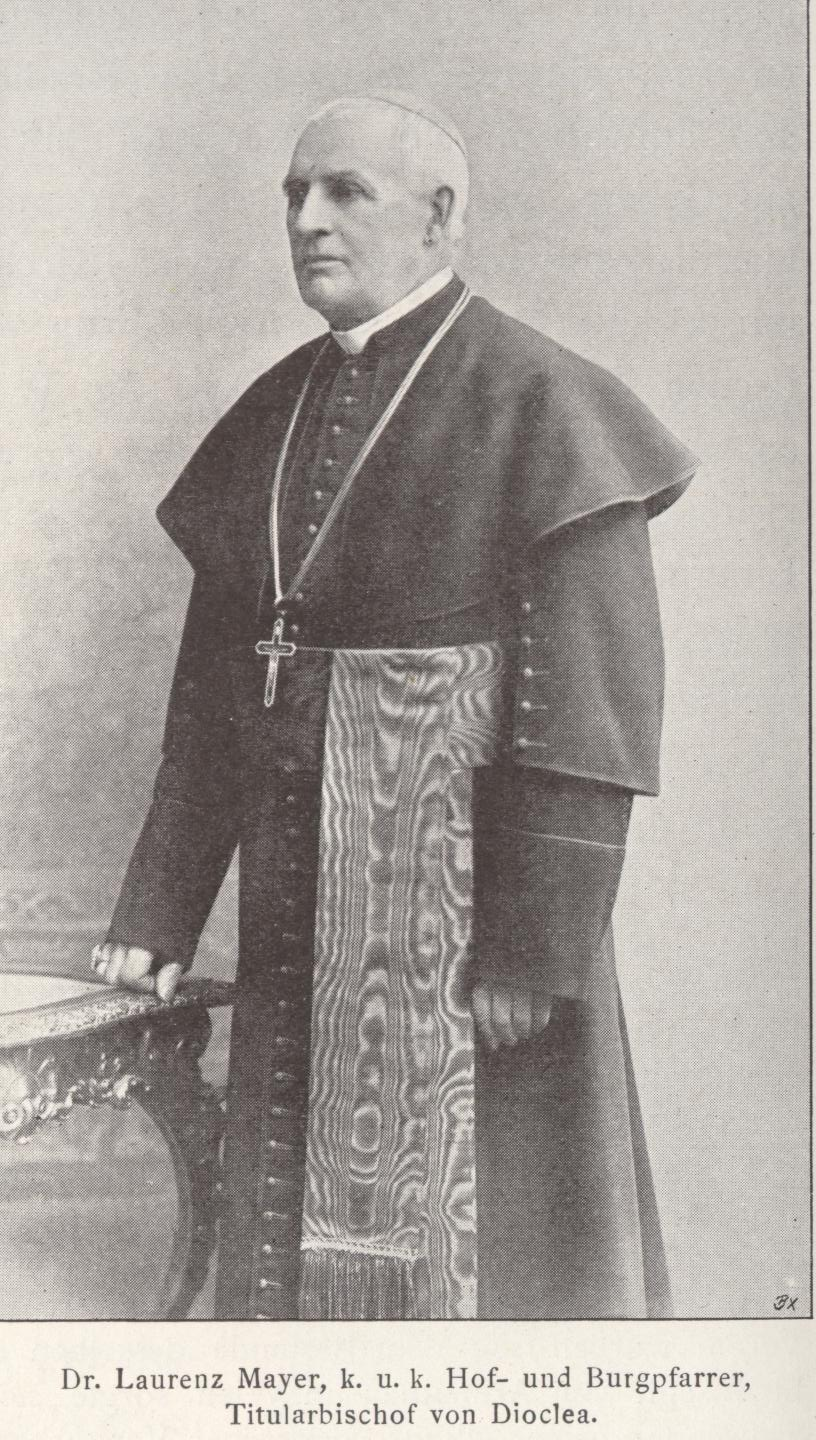
Hofbischof Laurenz Mayer

- Josef Columbus (1804–1877), Hof- und Burgpfarrer; Dekan der Wiener Theologischen Fakultät
- Vincenz Darnaut (1770–1821), Hofkaplan, Beichtvater von Kaiser Franz II.[3] und Topograf
- Ignaz Feigerle (1795–1863), Hofkaplan; später Bischof von St. Pölten
- Jakob Frint (1766–1834), Hof- und Burgpfarrer; später Bischof von St. Pölten
- Franz Hlawati (1868–1940), 1912 Hofkaplan und Pfarrvikar der Hofburg, 1920 Rektor der Hofburgkapelle
- Johann Rudolf Kutschker (1810–1881), Hof- und Burgpfarrer; später Erzbischof von Wien und Kardinal
- Johann Michael Leonhard (1782–1863), Kaplan der Hof- und Burgpfarre; später Bischof von St. Pölten und Apostolischer Feldvikar
- Laurenz Mayer (1828–1912), Hof- und Burgpfarrer sowie Weihbischof in Wien („Hofbischof“)
- Franz Xaver Nagl  (1855–1913), Kaplan der Hof- und Burgpfarre; später  Erzbischof von Wien und Kardinal
- Joseph Pletz (1788–1840), Hof- und Burgpfarrer, Pädagoge und Autor
- Johann Baptist Schneider (1840–1905), Hof- und Burgpfarrer; später Generalvikar von Wien und Weihbischof
- Ernst Seydl (1872–1952), letzter Hof- und Burgpfarrer sowie Weihbischof in Wien („Hofbischof“)[4]
- Josip Juraj Strossmayer (1815–1905), Kaplan der Hof- und Burgpfarre; später Bischof von Đakovo
- Michael Johann Wagner (1788–1842), Hof- und Burgpfarrer; später Apostolischer Feldvikar und Bischof von St. Pölten